# Mont Guadagnolo
Le mont Guadagnolo, appelé Monte Guadagnolo en italien, est le point culminant des monts Prénestiens, partie des Apennins. S'élevant à 1 218 mètres d'altitude, il constitue le point habité le plus élevé de la région du Latium en Italie, avec près de son sommet le village de Guadagnolo, frazione de Capranica Prenestina.